# Ingotia sprungi
Ingotia sprungi is een zachte koraalsoort uit de familie Xeniidae. De koraalsoort komt uit het geslacht Ingotia. Ingotia sprungi werd in 2001 voor het eerst wetenschappelijk beschreven door Alderslade. 